# Кадер Фіруд
Кадер Фіруд (фр. Kader Firoud, 11 жовтня 1919, Оран — 3 квітня 2003) — французький футболіст, що грав на позиції півзахисника, зокрема за національну збірну Франції. По завершенні ігрової кар'єри — тренер, відомий роботою зі збірними Марокко та Алжиру, а також низкою французьких клубних команд.

## Клубна кар'єра
У дорослому футболі дебютував 1935 року виступами за «УСМ Оран» з рідного Орана, на той час у Французькому Алжирі, а наступного року перейшов до «МК Алжир», в якому до початку Другої світової війни встиг провести три сезони.
Під час війни грав спочатку за рідний «УСМ Оран», а з 1942 року виступав за команди з метрополії — «Тулузу» і «Гренобль - Дофін».
У повоєнні роки продовжував виступи на полі, спочатку протягом 1945–1948 років за «Сент-Етьєн», а згодом до 1954 року за «Нім-Олімпік», в якому і завершив кар'єру футболіста.

## Виступи за збірну
1951 року дебютував в офіційних матчах у складі національної збірної Франції. Протягом кар'єри у національній команді, яка тривала два роки, провів у її формі шість матчів.

## Кар'єра тренера
Завершивши кар'єру гравця залишився у структурі клубу «Нім-Олімпік», 1955 року очолив його тренерський штаб, в якому працював протягом десяти років.
Паралельно на початку 1960-х років зробив свій внесок у становлення півночноафриканського футболу — протягом частини 1961 року тренував збірну Марокко, а після здобуття незалежності його рідним Алжиром і створенням повноцінної національної збірної країни був у 1963 році її першим наставником.
Протягом 1964–1967 років працював з «Тулузою», а 1969 року повернувся на тренерський місток «Нім-Олімпіка», на якому пропрацював ще десять років.
На початку 1980-х протягом двох років тренував «Монпельє», а завершував тренерську кар'єру роботою з «Валансом», команду якого очолював протягом частини 1984 року і згодом з 1985 по 1986 рік.
Помер 3 квітня 2003 року на 84-му році життя.